# Sameera Reddy
Sameera Reddy (Rajahmundry, Andhra Pradesh, 14 de diciembre de 1980) es una actriz india reconocida por su participación en películas de Bollywood. También realizó algunas actuaciones en películas telugu y tamil.
Reddy apareció por primera vez en el video musical de la canción "Aur Aahista" del cantante Pankaj Udhas en 1997. Sameera tenía la intención de hacer su debut como actriz en la película tamil Citizen de Saravana Subbiah a principios de la década de 2000, pero finalmente no pudo integrar el reparto definitivo. Llamó la atención en la industria de Bollywood y obtuvo un papel importante en la película hindi de 2002 Maine Dil Tujhko Diya. En 2004 apareció en Musafir junto a Anil Kapoor, Aditya Pancholi y Koena Mitra.
Reddy integró el elenco de la película tamil Vaaranam Aayiram, dirigida por Gautham Menon, junto a Surya Sivakumar, que fue un éxito de taquilla. La interpretación modesta de Reddy de una chica segura y con los pies en la tierra le valió excelentes críticas. Fue contratada para dos películas de Gautham Menon; Yohan Adhyayam Ondru y Dhruva Natchathiram, que finalmente no pudieron materializarse.